# Кати (език)
 Тази статия е за езика Кати.  За певицата вижте Кати (певица).  
Кати́ (башгали́, камката-вири) е един от нуристанските езици в Афганистан и Пакистан. 
Този език е майчин за племената ката, ком, мумо, ксто и други, с обща численост 18 700 души, от които 15 000 в Афганистан и 3700 - в Пакистан. Езикът се поделя на няколко диалекта: източен и западен ката-вари, камвири и мумвири.